# Henry James, 1. Baron James of Hereford

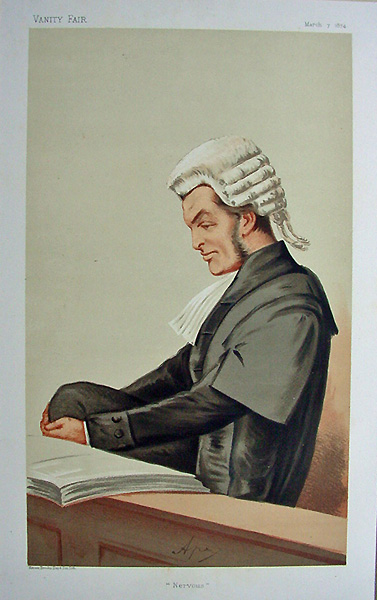
Henry James (Karikatur im Magazin Vanity Fair vom 7. März 1874)

Henry James, 1. Baron James of Hereford GCVO PC Kt QC (* 30. Oktober 1828; † 18. August 1911) war ein britischer Jurist und Politiker der Liberal Party, der mehr als 25 Jahre lang Abgeordneter des House of Commons, zwei Mal Attorney General sowie zwischen 1895 und 1902 Chancellor of the Duchy of Lancaster war. 1895 wurde er als Baron James of Hereford in den Adelsstand erhoben und gehörte damit bis zu seinem Tod dem House of Lords als Mitglied an.

## Leben

### Unterhausabgeordneter, Solicitor General und Attorney General
James, einziger Sohn des Chirurgen Philip Turner James, absolvierte nach dem Besuch des renommierten Cheltenham College ein Studium der Rechtswissenschaften und erhielt 1852 seine anwaltliche Zulassung zum Barrister bei der Anwaltskanzlei (Inns of Court) von Middle Temple. Im Anschluss war er als Rechtsanwalt tätig und wurde für seine anwaltlichen Erfahrungen 1869 zum Kronanwalt (Queen’s Counsel) berufen.
Zugleich begann er 1869 seine politische Laufbahn, als er für die Liberal Party zum Abgeordneten in das House of Commons gewählt wurde und dort zunächst bis zum 24. November 1885 als Nachfolger von Edward William Cox den Wahlkreis Taunton vertrat.
Während dieser wurde James, der 1870 auch Bencher der Anwaltskammer von Middle Temple wurde, 1873 Nachfolger von George Jessel als Solicitor General im Kabinett von Premierminister William Ewart Gladstone. Mit diesem Amt verbunden war auch der Schlag zum Knight Bachelor 1873, so dass er fortan den Namenszusatz „Sir“ führte. Im Rahmen einer Kabinettsumbildung folgte er 1873 John Coleridge als Attorney General und bekleidete das Amt des Generalstaatsanwalts bis zum Ende von Gladstones Amtszeit am 20. Februar 1874.
Nachdem Gladstone am 23. April 1880 erneute Premierminister wurde, übernahm James abermals das Amt des Attorney General und übte dieses wiederum bis zum Ende von Gladstones Amtszeit am 23. Juni 1885 aus. 1885 wurde er auch zum Mitglied des Privy Council berufen.

### Chancellor of the Duchy of Lancaster und Oberhausmitglied
Am 24. November 1885 wurde James als Nachfolger von Robert Philips im Wahlkreis Bury wieder zum Abgeordneten in das Unterhaus gewählt und vertrat diesen Wahlkreis bis zum 13. Juli 1895. Während dieser Zeit fungierte er 1888 als Schatzmeister (Treasurer) der Anwaltskammer von Middle Temple, zeitweise als Generalstaatsanwalt des Prince of Wales sowie zwischen 1892 und 1895 als Generalstaatsanwalt des Herzogtum Lancaster sowie zeitgleich als Generalstaatsanwalt des Herzogtum Cornwall.
Am 4. Juli 1895 erfolgte seine Berufung zum Chancellor of the Duchy of Lancaster in der Regierung von Premierminister Robert Gascoyne-Cecil, 3. Marquess of Salisbury und übte dieses Amt bis zum 11. August 1902 aus. In Personalunion fungierte er auch als Kanzler des Herzogtum Cornwall.
Kurz nach der Übernahme dieser Ämter wurde James durch ein Letters Patent vom 5. August 1895 als Peer mit dem Titel 1. Baron James of Hereford, in the County of Hereford in den erblichen Adelsstand erhoben und damit zugleich bis zu seinem Tod Mitglied des House of Lords. Nach seinem Ausscheiden aus dem Regierungsdienst wurde er 1902 Knight Grand Cross des Royal Victorian Order (GCVO).
Da Baron James of Hereford kinderlos verstarb, erlosch mit seinem Tod der Adelstitel.